# Ribeirão Piaba
O ribeirão Piaba é um corpo d’água situado no município de Três Lagoas, no leste do estado de Mato Grosso do Sul, Brasil.